# الجامعة العربية الأمريكية (فلسطين)

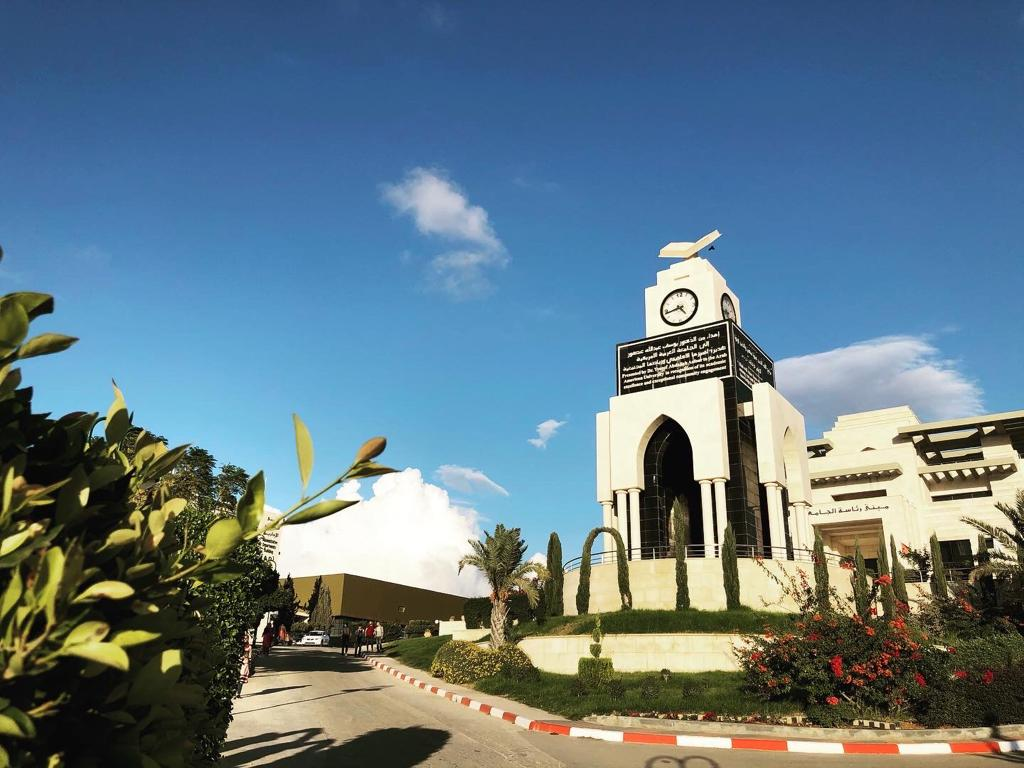
طريق مبنى رئاسة الجامعة وكلية علوم الرياضة

الجامعة العربية الأمريكية (بالإنجليزية: Arab American University) واختصارها (AAUP) هي أول جامعة خاصة في فلسطين. تأسست عام 2000. تمنح الجامعة من خلال برامجها درجتي البكالوريوس والدراسات العليا من ماجستير ودكتوراه. يقع مقرها الرئيسي قرب قرية تلفيت جنوب محافظة جنين، ولها فرع آخر في حي الريحان بمحافظة رام الله والبيرة.
حازت الجامعة على عضوية كل من: اتحاد الجامعات العربية، واتحاد الجامعات الإسلامية، بالإضافة إلى عضوية رابطة المؤسسات العربية الخاصة.

## التاريخ
بدأت فكرة إنشاء الجامعة سنة 1996 بين مجموعة من رجال أعمال فلسطينيين، على رأسهم رجل الأعمال يوسف عصفور والذي يشغل رئيس مجلس إدارة الجامعة حالياً.
كان الاختيار في محافظة جنين، نظرًا لافتقار شمال الضفة الغربية لمؤسسات التعليم العالي، ولقربها من المدن والقرى والبلدات العربية داخل الخط الأخضر. اُفتتحت الجامعة في 28 سبتمبر 2000 برأس مال قدره 12 مليون دولار وبعدد قليل من الطلاب في مبنى واحد فقط يضم أربع كليات هي كلية طب الاسنان، وكلية العلوم، وكلية العلوم الطبية المساندة وكلية العلوم الإدارية والمالية.
تعاونت الجامعة في برامجها الأكاديمية مع جامعة ولاية كاليفورنيا في مدينة ستانسلوس، وجامعة ولاية يوتا في مدينة لوجن اللتان وفرتا الكادر الأكاديمي للجامعة خلال سنواتها الأولى. في عام 2017، افتتحت الجامعة حرمها الثاني في محافظة رام الله والبيرة. تمنح الجامعة شهاداتها البكالوريوس، والدبلوم العالي والماجستير والدكتوراه في ما يزيد عن أربعين تخصصًا في إحدى عشرة كلية.

## الأهداف
للجامعة عدة اهداف منها:
- (التميز الأكاديمي): ويشمل اعتماد نظام إدارة وتنظيم الجودة لتحديد المجالات المطلوب التركيز عليها لتنمية أعضاء الهيئة التدريسية، إجادة اللغة الإنجليزية لأعضاء الهيئة التدريسية والطلبة، التوسع في استخدام تكنولوجيا المعلومات في التعليم والتعلم، إنشاء وحدة تنمية قدرات الموظفين، إنشاء نظم مراقبة وتوجيه الطلاب، إجراء عملية متابعة مستمرة للخريجين من خلال نادي الخريجين.
- (البحث العلمي): ويشمل تشجيع البحوث العلمية وإشراك الطلاب، الإدارة الفاعلة للدعم الداخلي للمشاريع البحثية لتشجيع ثقافة البحث العلمي، وتعزيز التعاون مع الجامعات الوطنية، والإقليمية، والدولية، والبحث عن مصادر التمويل الخارجي، والتوسع في برامج الدراسات العليا، بالإضافة إلى تفعيل اجازات التفرغ العلمي لاعضاء الهيئة التدريسية، والحفاظ على العبء التدريسي ضمن المعايير الدولية، وتقديم حوافز مالية للباحثين الحاصلين على تمويل خارجي، وتشجيع المشاركة في المؤتمرات الدولية، ودعم تبادل أعضاء الهيئة التدريسية في الجامعات المحلية.
- (الاستدامة والاستقلالية المالية): تلتزم الجامعة العربية الأمريكية بتنفيذ موازنة حقيقية. وتعمل الجامعة على تحقيق فائض لاستثماره في استقطاب أعضاء هيئة تدريسية أكفاء، وتنفيذ المشاريع التنموية ومشاريع البنية التحتية. ولتحقيق الاستقلال المالي والاستدامة، تسعى الجامعة إلى زيادة عدد الطلاب الجدد الملتحقين بالتوسع أفقيا (زيادة عدد البرامج) وعموديا (برامج الدراسات العليا)، إنشاء مراكز توليد الدخل مثل: مراكز الاستشارات، العيادات المتخصصة، مرافق الترفيه، مستشفى للجامعة، سكنات الطلاب.
- (المجتمع المحلي): تعمل الجامعة على بناء شراكات مع مؤسسات المجتمع المدني، من خلال تقديم التعليم المستمر والتدريب، والتعاون مع القطاعات الصناعية والتجارية. وتعزز الجامعة العلاقات مع المجتمع من خلال مكتب نائب الرئيس للشؤون المجتمعية ودائرة العلاقات الدولية والعامة، لتحديد مجالات التعاون والطرق التي تمكن الجامعة من توسيع وتطوير خدماتها للمجتمع، وإعادة هيكلة وتطوير أنشطة متطلب خدمة المجتمع، وتطوير مراكز الاستشارات في المواضيع التي تمتلك الجامعة العربية الأمريكية خبرة بها، وتشجيع إنشاء جمعية أصدقاء الجامعة العربية الأمريكية.

## البيئة التعليمية
توفر الجامعة بيئة تعليمية وتعلمية تحتوي على وسائل تعليمية وتكنولوجية منها منشآت ومختبرات وأجهزة حاسوب وأجهزة طبية ومدينة رياضية لصقل طلبتها بالتعليم والتدريب على نحوٍ يؤهلهم للمنافسة المحلية والإقليمية والدولية بما يتوافق مع الرؤية الأساسية التي وضعتها الجامعة منذ نشأتها.

## الكليات الأكاديمية

### كلية العلوم الإدارية والمالية

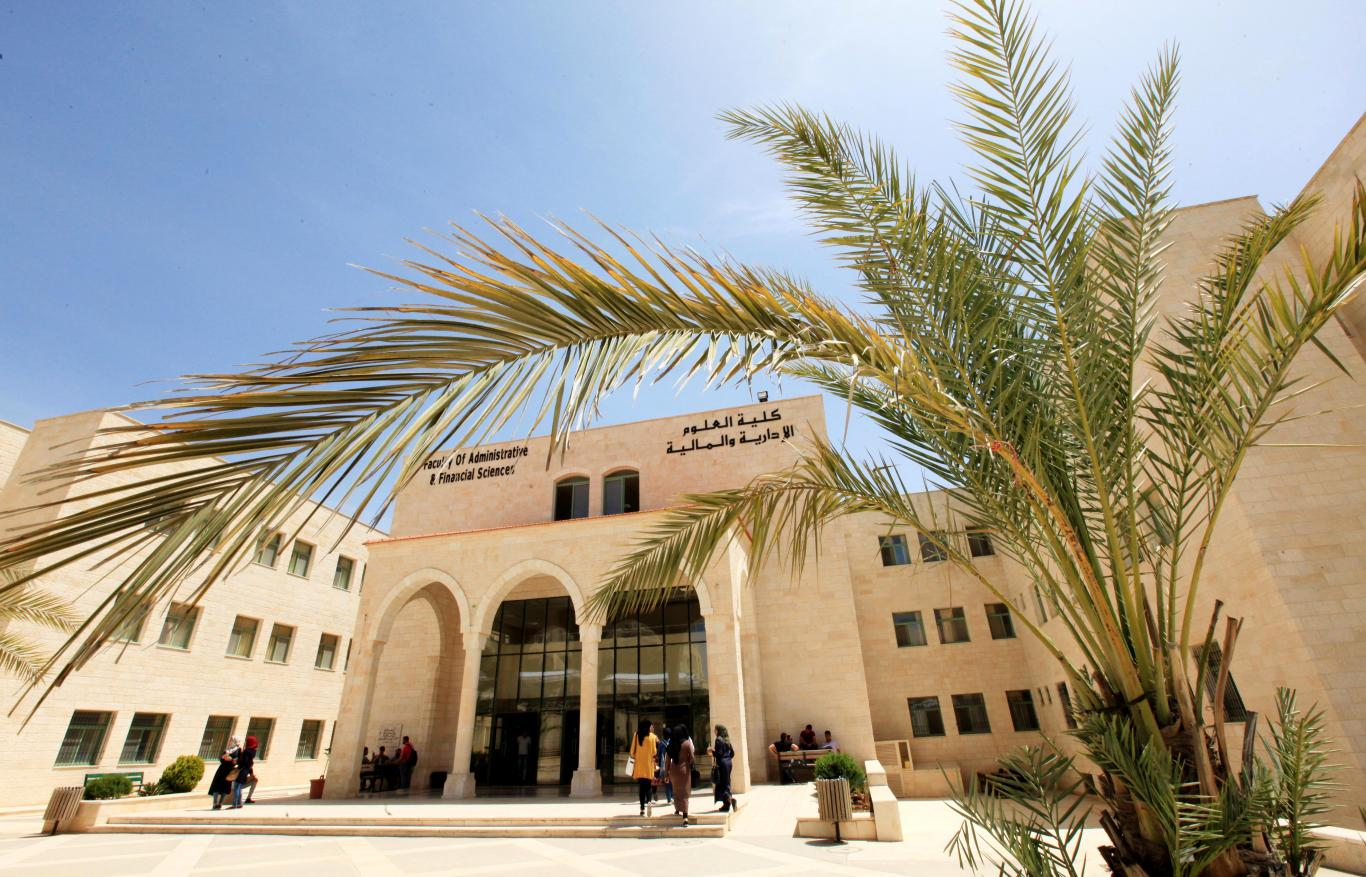
كلية العلوم الادارية والمالية

تقدم كلية العلوم الإدارية والمالية البرامج التالية التي تؤدي إلى درجة البكالوريوس في المحاسبة، وإدارة الأعمال، وإدارة الموارد البشرية، والعلوم المالية والمصرفية، والتسويق، وإدارة المستشفيات والخدمات الصحية ونظم المعلومات الإدارية (MIS)، وعلم البيانات والتمويل، والاقتصاد والمصارف الإسلامية.

### كلية العلوم الطبية المساندة

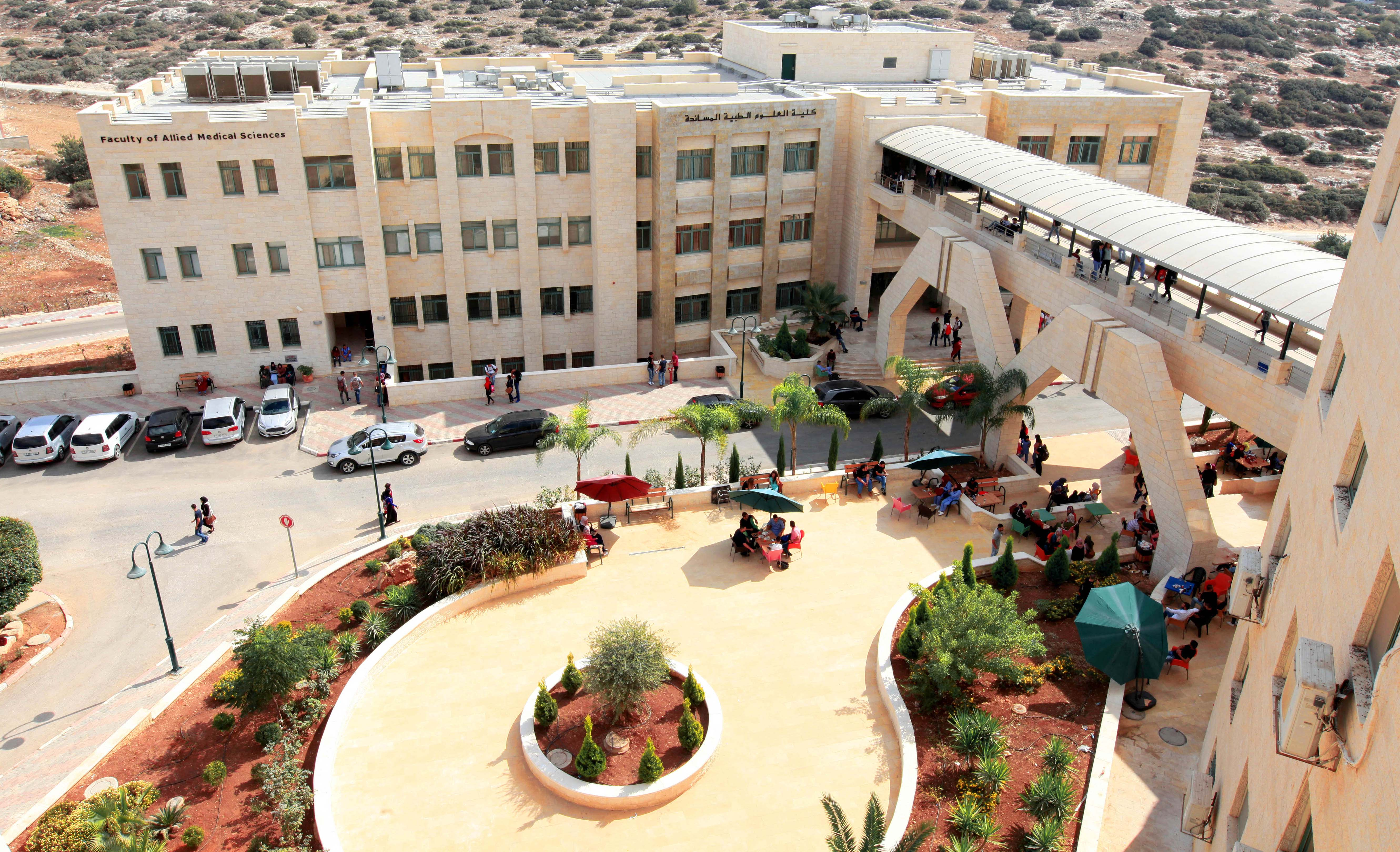
كلية العلوم الطبية المساندة

تقدم كلية العلوم الطبية المساندة مجموعة من البرامج الأكاديمية التي تركز على التخصصات المهنية والتكنولوجيا الطبية وهي: الأطراف الصناعية والأجهزة المساعدة، العلاج الطبيعي، العلاج الوظيفي، العلوم الطبية المخبرية، علوم البيئة والتكنولوجيا، التصوير الطبي، الصيدلة، واضطرابات النطق والسمع.

### كلية الآداب

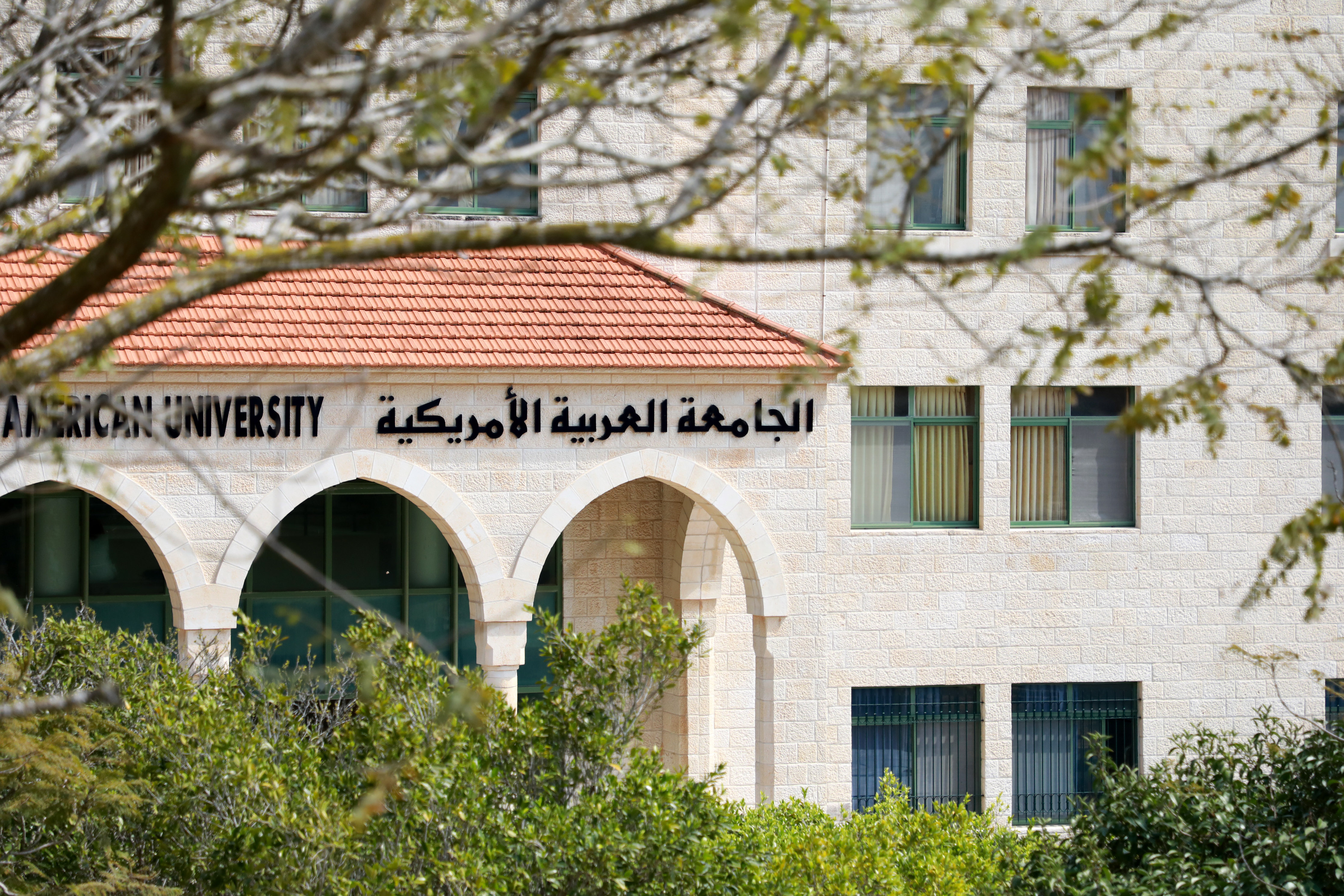
كلية الآداب

تطرح كلية الآداب برامج تؤدي إلى منح درجة البكالوريوس في عدد من التخصصات الأكاديمية هي: اللغة العربية والإعلام، والتربية الابتدائية - المرحلة الأساسية، واللغة الإنجليزية. وتمنح درجة الدبلوم في التأهيل التربوي في تخصصات: تعليم اللغة الإنجليزية، وتعليم الرياضيات، وتعليم العلوم وتعليم اللغة العربية.

### كلية طب الأسنان

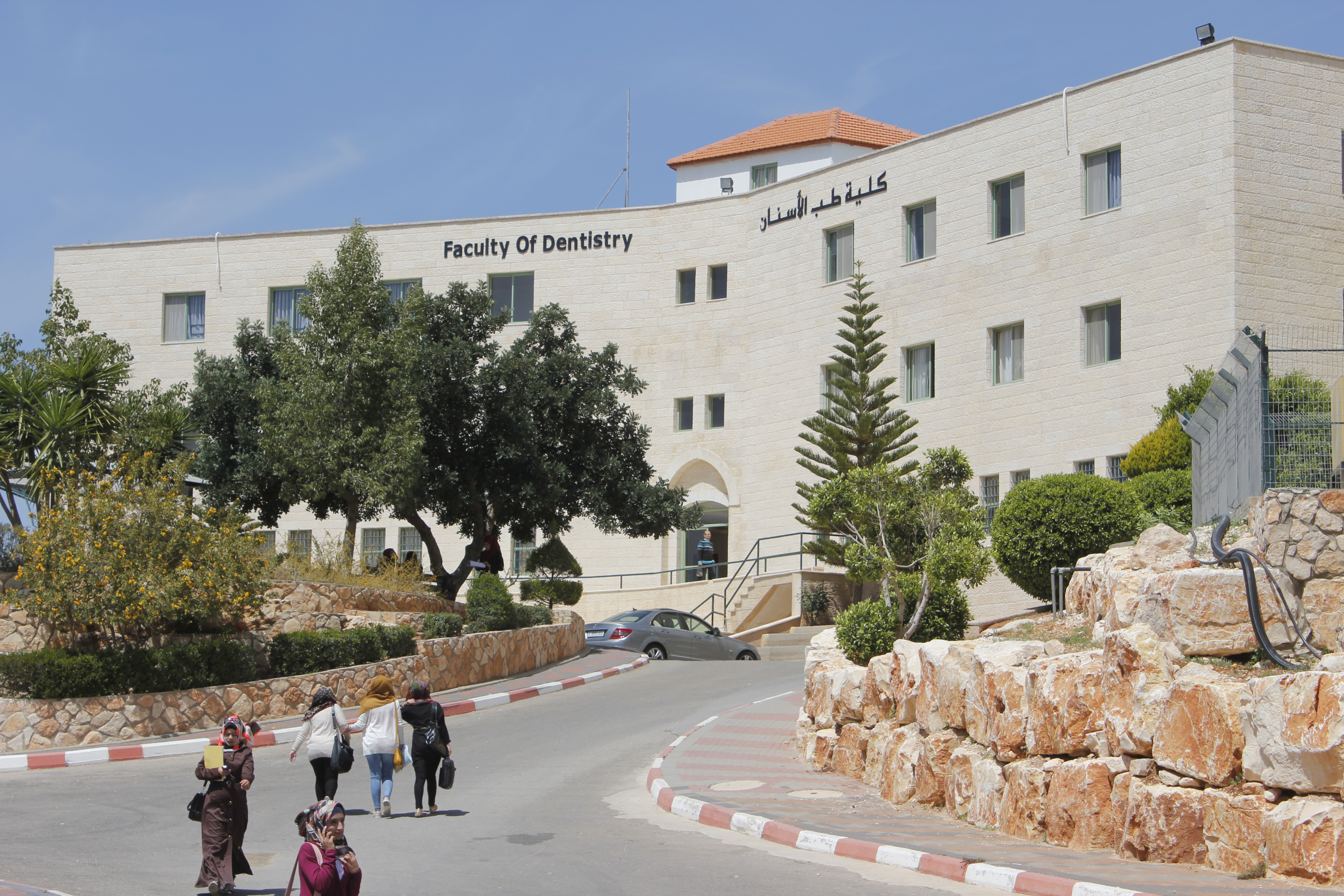
كلية طب الأسنان

تقدم كلية طب الأسنان برنامج أكاديمي يؤدي إلى الحصول على درجة بكالوريوس دكتور في جراحة الأسنان، بالإضافة إلى دبلوم متوسط في تكنولوجيا وصناعة الأسنان.

### كلية الهندسة وتكنولوجيا المعلومات

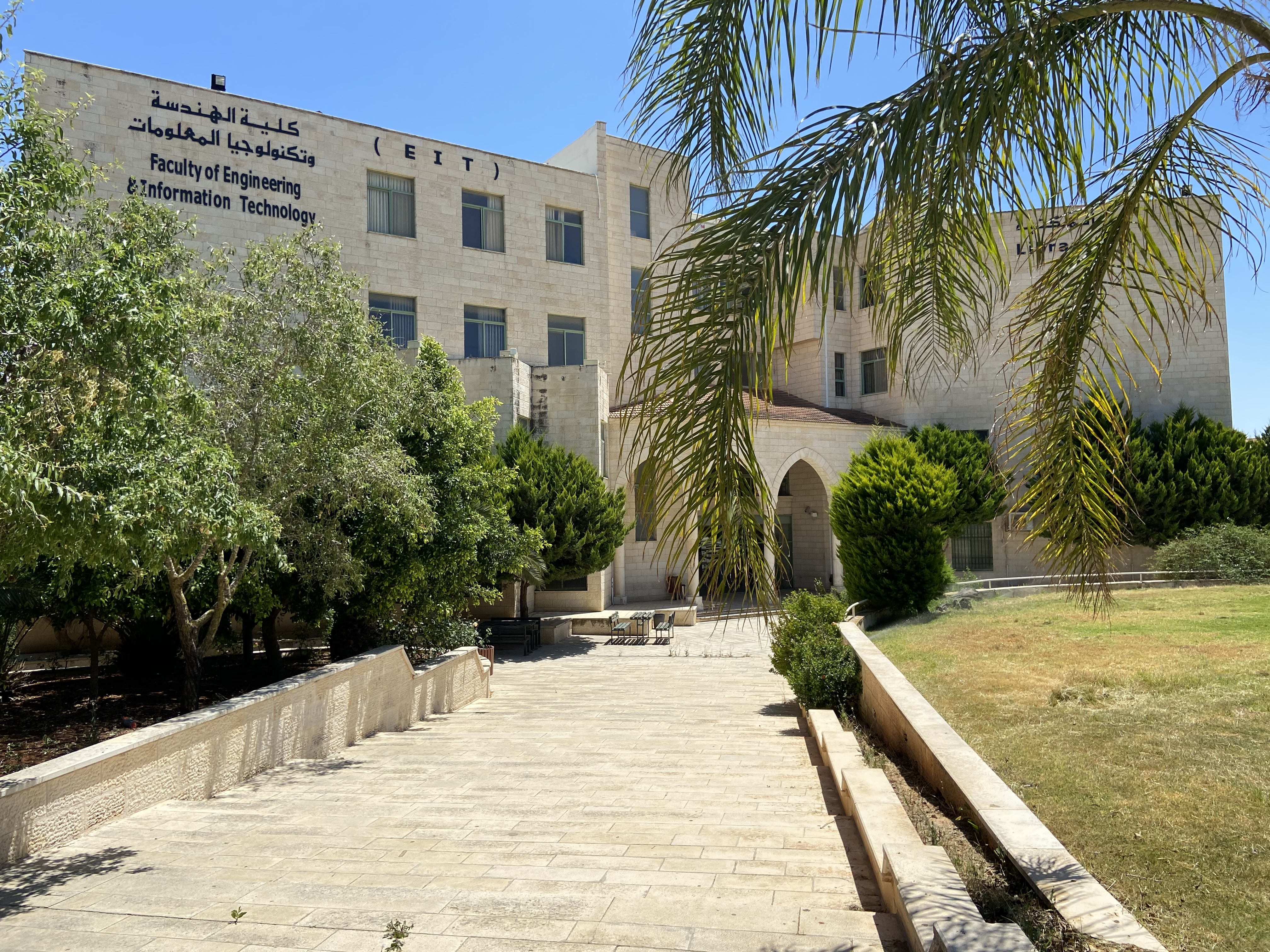
كلية الهندسة وتكنولوجيا المعلومات

خرجت الكلية دفعتها الأولى في العام الدراسي 2003\2004. وهي تقدم التخصصات التالية: الهندسة الكهربائية والطاقة المتجددة، وهندسة أنظمة الحاسوب، ونظم المعلومات الجغرافية، وتكنولوجيا الوسائط المتعددة، وعلم الحاسوب، وعلم الحاسوب / فرعي تكنولوجيا المعلومات، وشبكات الحاسوب / فرعي أمن المعلومات وهندسة الاتصالات.

### كلية الحقوق

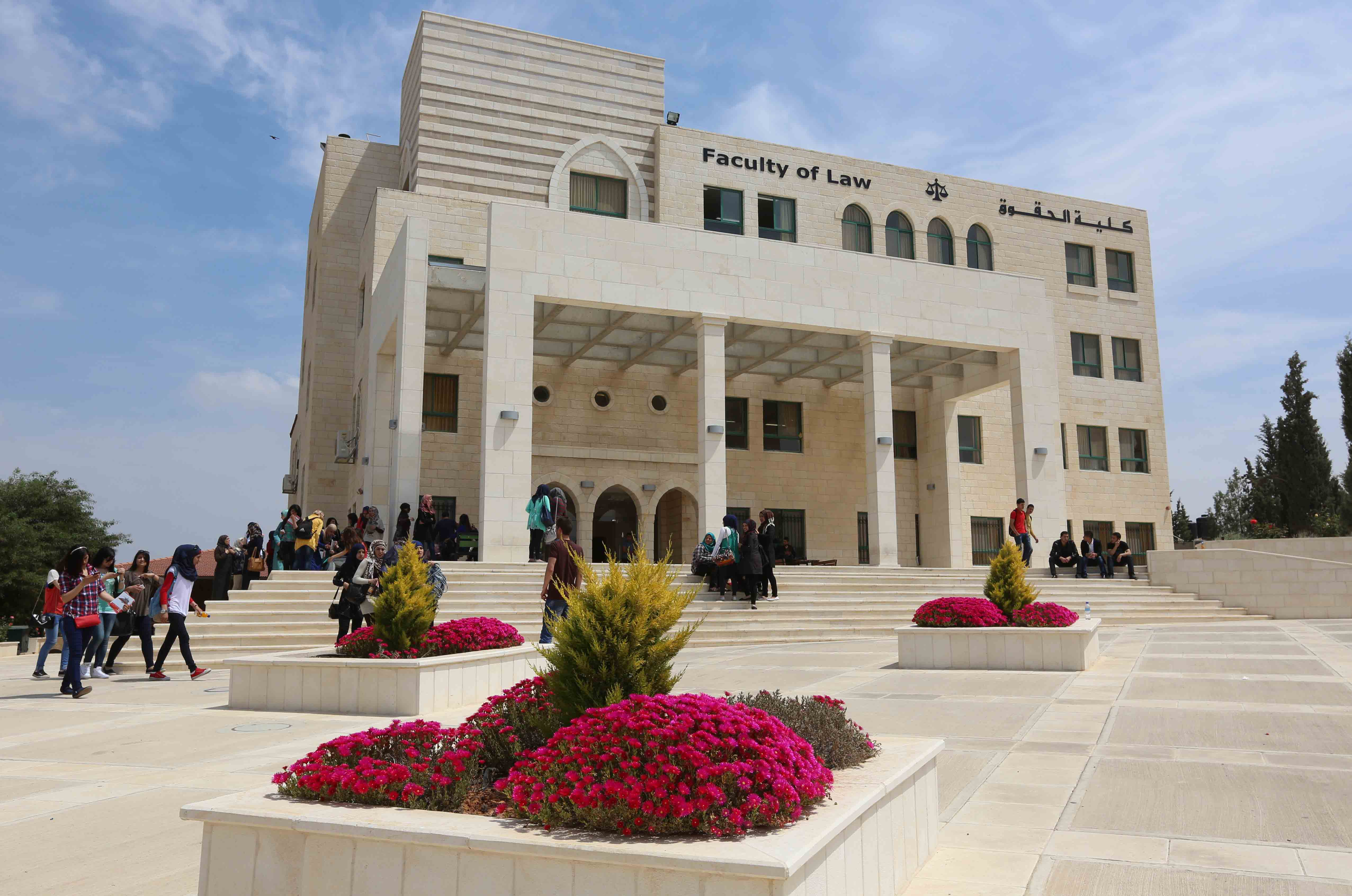
كلية الحقوق

انشئت كلية الحقوق في الجامعة العربية الأمريكية في مطلع العام الدراسي 2002\2003. تُدرس الكلية التخصصات التالية: الفقه والقانون، والقانون.

### كلية الطب
تأسست كلية الطب في العام (2020)، تُدرس الكلية تخصص البكالوريوس في الطب البشري.

### كلية العلوم الحديثة

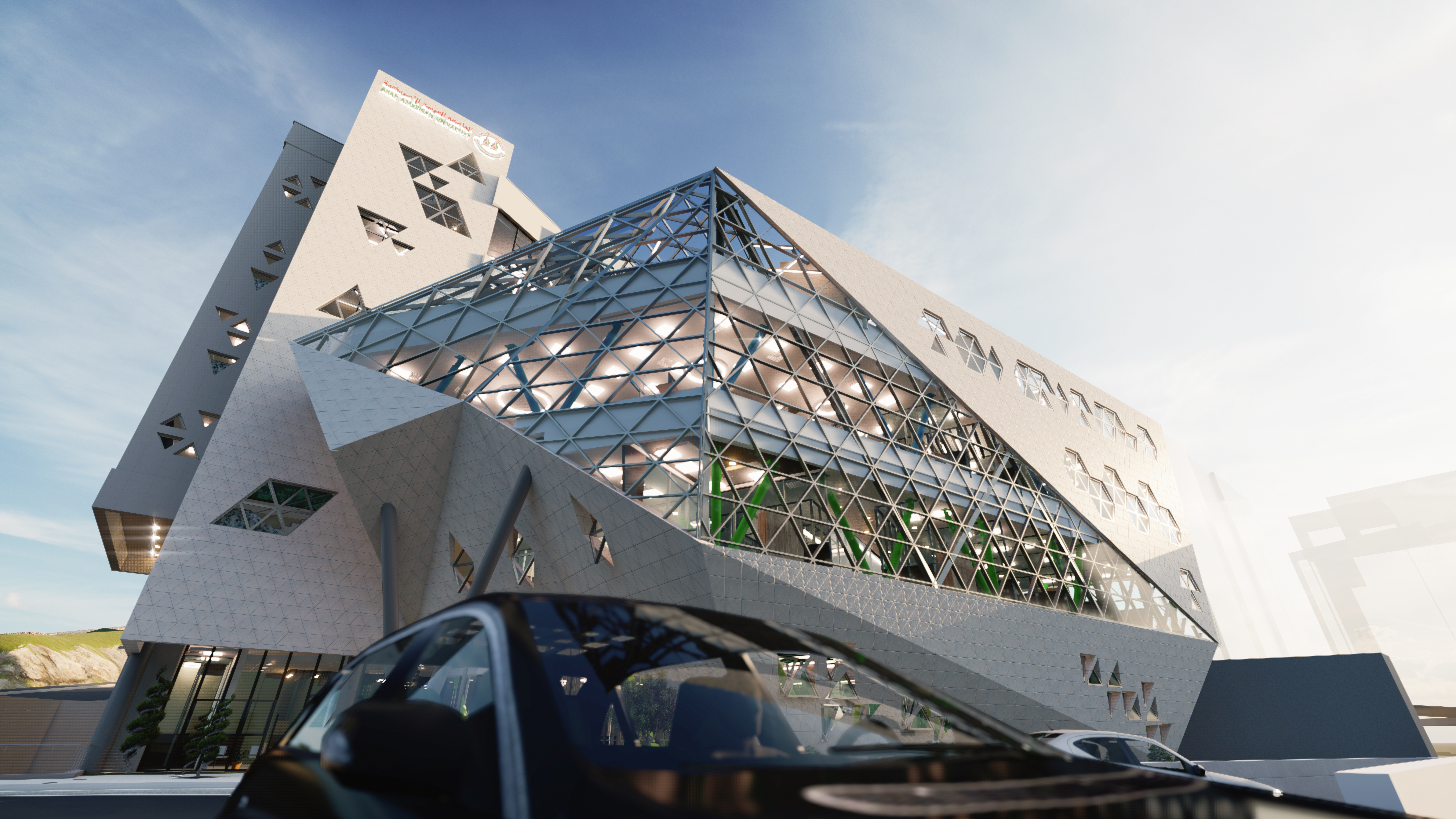
كلية العلوم الحديثة

أنشئت كلية العلوم الحديثة مؤخرًا بهدف مواكبة التطورات العالمية الحديثة وملاءمة برامجها مع احتياجات سوق العمل،وتتمتع برامج الكلية بالشراكة الدولية مع جامعات مرموقة وفي تخصصات مختلفة وتتطلع دائماً دائما الى فتح مزيد من الشراكات بما يحقق الرسالة والاهداف مما يتيح توفر الممارسات الفضلى في محتوى وأنماط العمل الاكاديمي للكلية،والتخصصات المطروحة في الكلية هي: التسويق الرقمي، العمارة الداخلية، و البصريات.

### كلية الإعلام الحديث

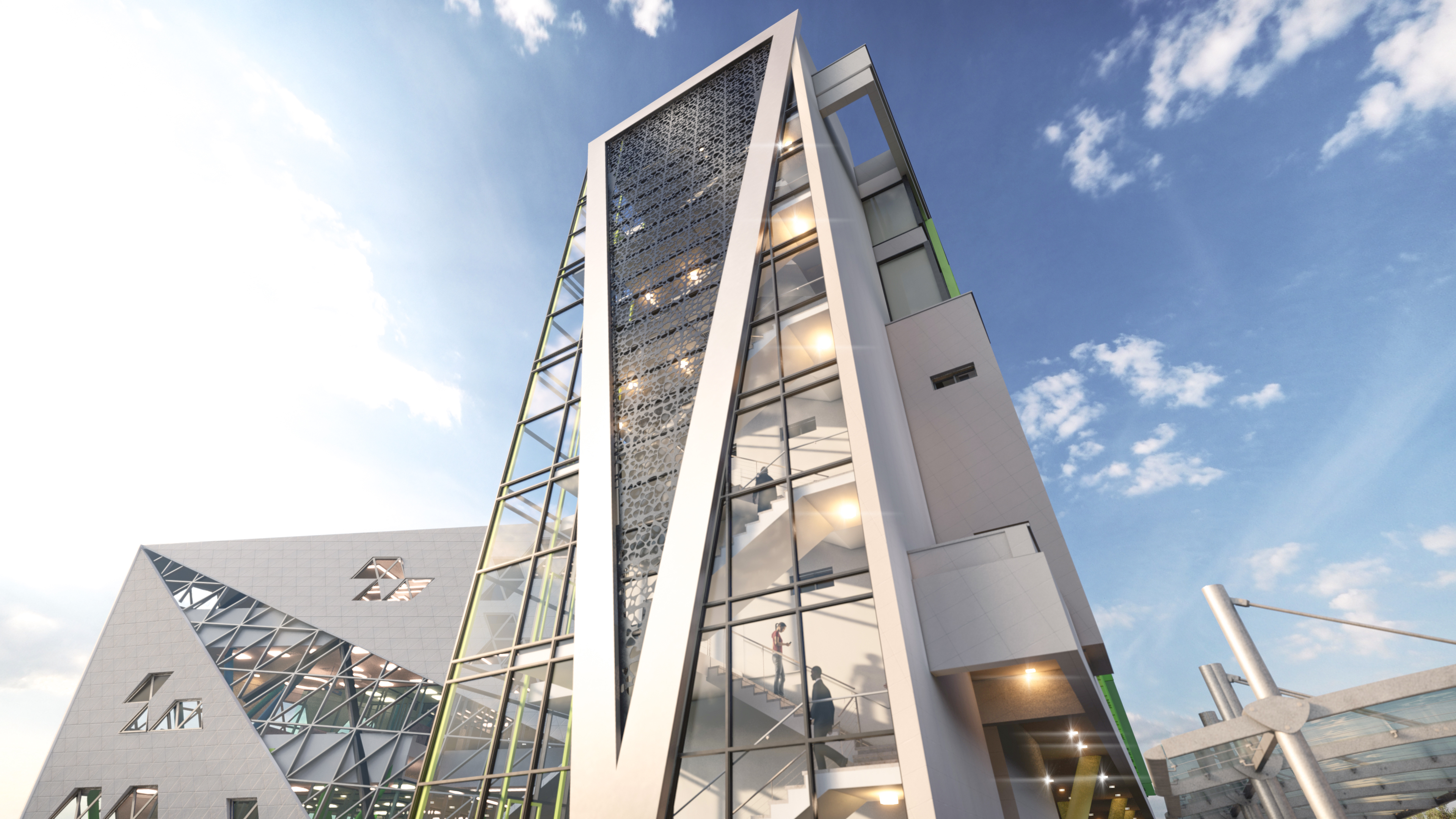
كلية الإعلام الحديث

تطرح كلية الإعلام الحديث برامج تؤدي إلى منح درجة البكالوريوس في عدد من التخصصات الأكاديمية العصرية هي: الإعلام الرقمي،الاتصال ووسائل التواصل الاجتماعي، والعلاقات العامة.

### كلية التمريض

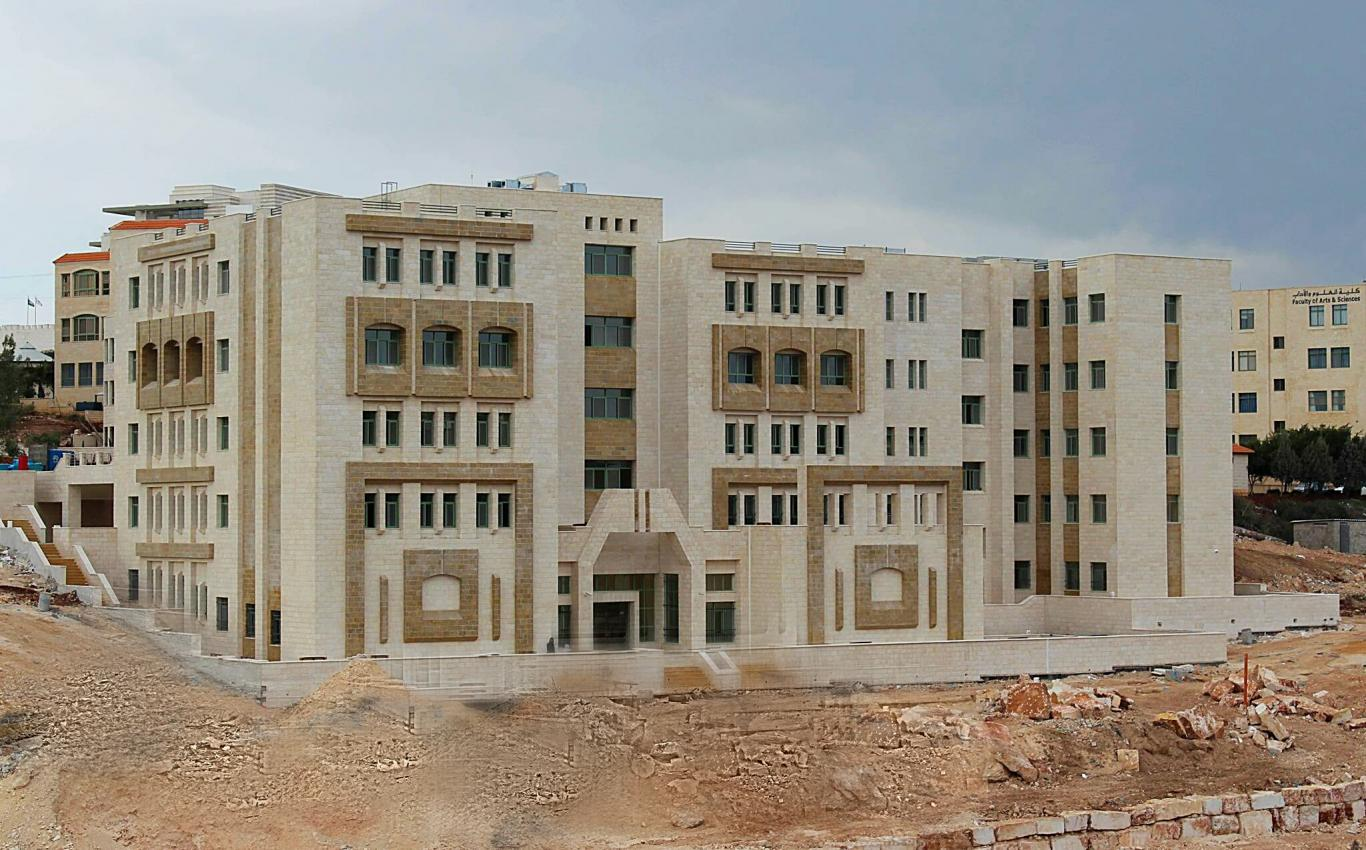
كلية التمريض

تأسس قسم التمريض في عام (2006) حيث يمنح درجة البكالوريوس. وفي عام 2016 تم فصل قسم التمريض عن كلية العلوم الطبية المساندة إلى كلية التمريض المستقلة لكادر أكاديمي. 

### كلية العلوم

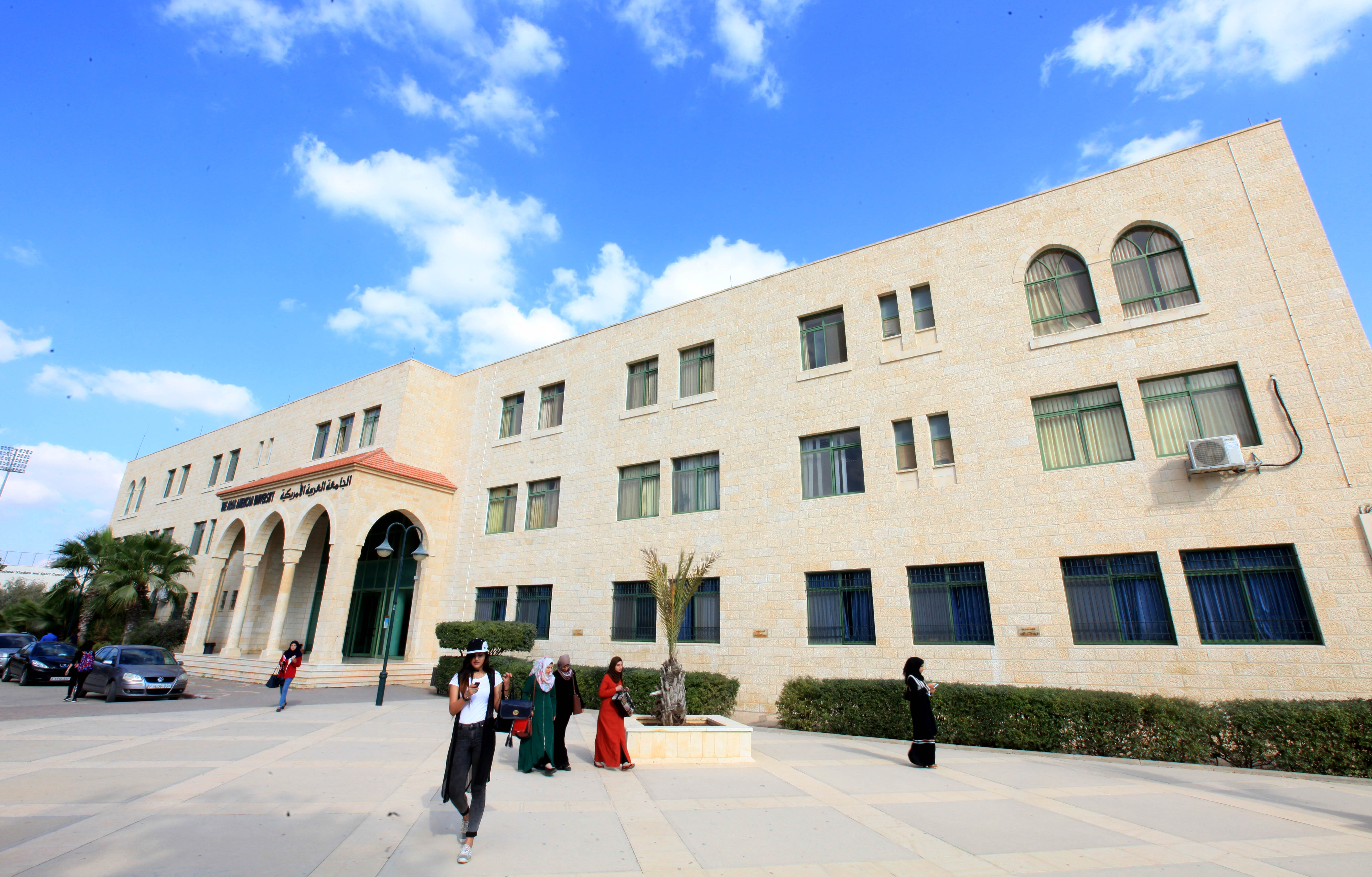
كلية العلوم

تطرح كلية العلوم برامج تؤدي إلى منح درجة البكالوريوس في عدد من التخصصات الأكاديمية الهامة، وتقوم الكلية كذلك
بطرح مساقات العلوم الأساسية التخصصية لطلبة الكليات الأخرى في الجامعة بالإضافة إلى عدد كبير من متطلبات الجامعة الإجبارية
والاختيارية.
تقدم كلية العلوم البرامج التالية التي يمنح على أساسها الطالب درجة البكالوريوس: العلوم الحياتية والتقنيات الحيوية، والعلوم الحياتية والتقنيات الحيوية / فرعي تأهيل تربوي، والكيمياء، والكيمياء / فرعي تأهيل تربوي، والرياضيات والإحصاء، والرياضيات والإحصاء / فرعي تأهيل تربوي، الرياضيات والإحصاء / فرعي علم حاسوب، والفيزياء، والفيزياء / فرعي تأهيل تربوي، والفيزياء / فرعي علم حاسوب

### كلية علوم الرياضة

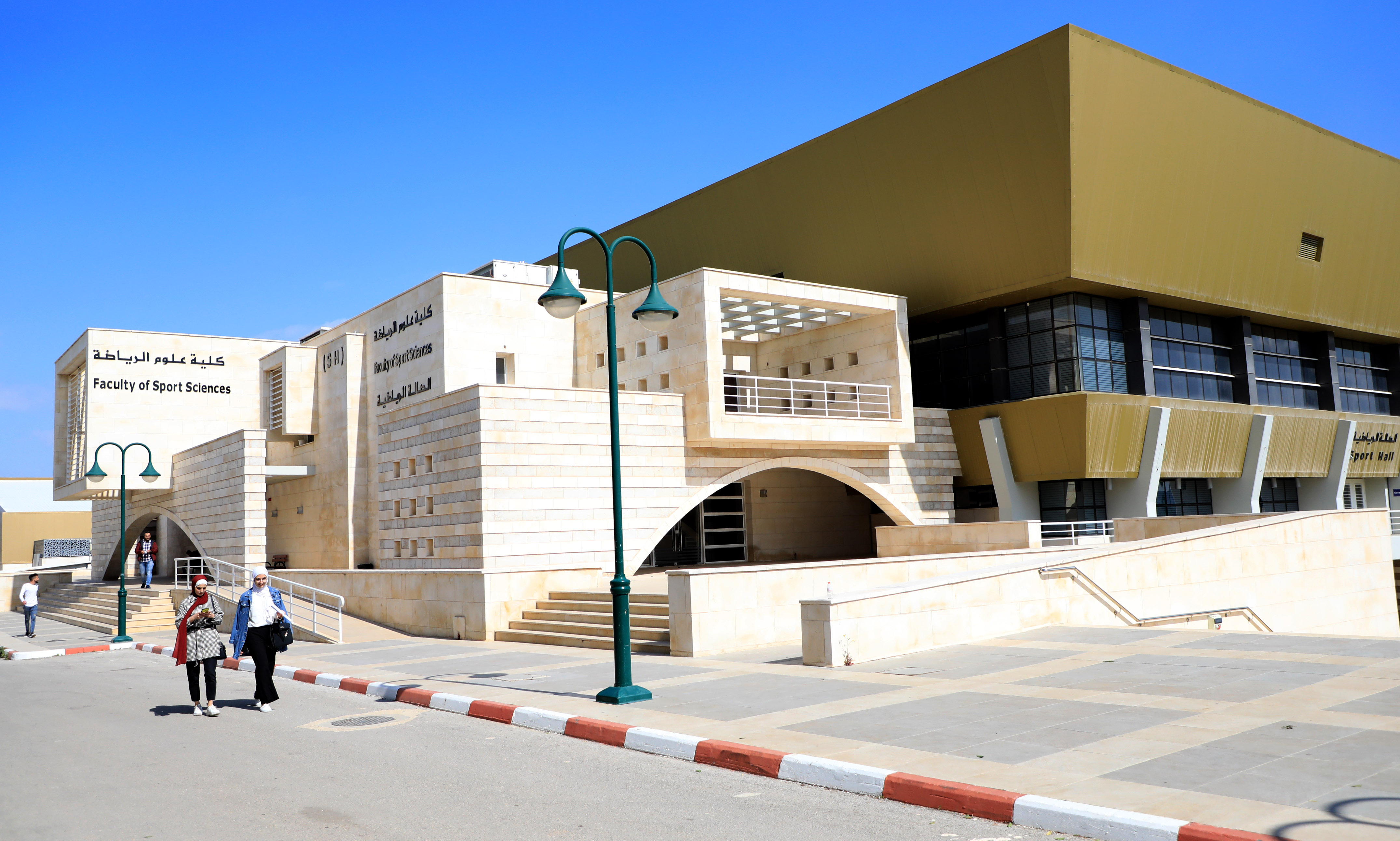
كلية علوم الرياضة

توفر الجامعة العديد من المرافق والمنشآت الرياضية التي تخدم الطلبة من مسبح نصف أولمبي، استاد رياضي دولي معتمد آسيويا، صالة رياضية مغلقة متعددة الأغراض، مركز لياقة بدنية، إضافة إلى صالات وملاعب فرعية داخلية وخارجية منها ملعب كرة سلة، ملعب كرة طائرة، ملعب كرة ريشة، ملعب كرة يد، ملعب كرة قدم خماسي، ملعب تنس أرضي، ملعب الاسكواش، قاعة الإيقاع، قاعة تنس الطاولة. تمنح الكلية درجة البكالوريوس في علوم الرياضة.

### كلية العلوم الرقمية
أنشئت الكلية بهدف دمج التكنولوجيا الرقمية في مجالات الأعمال المختلفة، وتضم تخصصات الاقتصاد الرقمي، التسويق الرقمي، الصحة الرقمية، الإدارة الرقمية في الأعمال، العلوم السياسية والدبلوماسية الرقمية.

### كلية الدراسات العليا

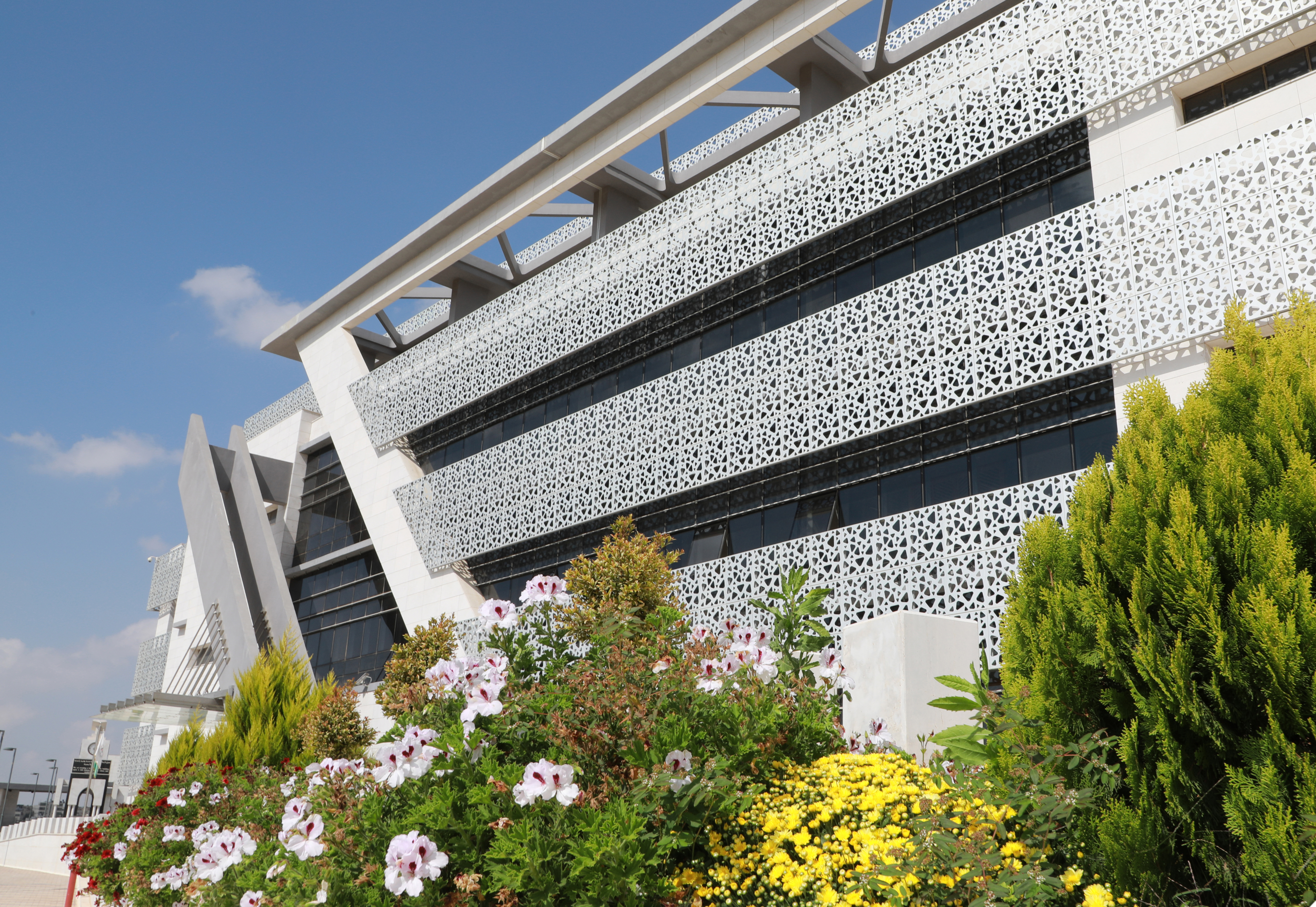
كلية الدراسات العليا

تقدم الجامعة برامج الدكتوراة والماجستير والدبلوم العالي والإختصاصات التالية:
- الإقامة في اختصاص تقويم الأسنان والفكين، الاختصاص العالي في التركيبات السنية، والدبلوم العالي في زراعة الأسنان، والدبلوم العالي في طب الاسنان التجميلي، والدبلوم العالي في علاج جذور وأقنية الاسنان.
- ماجستير إدارة الأعمال، وماجستير في إدارة الموارد البشرية، وماجستير في إدارة الجودة، وماجستير في الأدب والتواصل بين الثقافات، وماجستير في التخطيط الاستراتيجي وتجنيد الأموال، وماجستير في الرياضيات التطبيقية، وماجستير في العلاقات العامة المعاصرة، وماجستير في الفيزياء، وماجستير في القانون التجاري، وماجستير في القانون الدولي والدبلوماسية، وماجستير في القانون المدني، وماجستير في المعلوماتية الصحية، وماجستير في الوراثة الجزيئية والسمية الجينية، وماجستير في تمريض الطوارئ، وماجستير في تمريض العيون، وماجستير في حل الصراعات، وماجستير في علم البيانات وتحليل الأعمال، وماجستير في علم الجريمة الإلكترونية وتحليل الأدلة الرقمية، وماجستير في علم الحاسوب، وماجستير في علم النفس التربوي، وماجستير في الابتكار في التعليم، وماجستير في القيادة، وماجستير في المحاسبة والتدقيق، وماجستير سريري في جراحة اللثة وزراعة الأسنان، وماجستير في تمريض العناية المكثفة ، وماجستير في علم الفايروسات، وماجستير في العلوم الجنائية.
- دكتوراه في الأعمال، ودكتوراه في الإدارة التربوية، ودكتوراه في الفيزياء ودكتوراه في هندسة تكنولوجيا المعلومات، ودكتوراه علم النفس التربوي، ودكتوراه التربية الخاصة، ودكتوراه التمريض

## البحث العلمي
مجلة الجامعة العربية الأمريكية للبحوث
هي مجلة بحثية دورية محكمة، نصف سنوية، تقوم على نشرها عمادة البحث العلمي في الجامعة العربية الأمريكية منذ عام 2014 باللغتين العربية والإنجليزية، وقد حصلت على المركز الأول في تصنيف معامل التأثير العربي لعام 2018 وقدرة 3.07 . تنشر المجلة الأبحاث المتميزة في مختلف تخصصات العلوم الطبيعية والإنسانية.
المستودع الرقمي
مستودع رقمي يعزز من ثقافة الانفتاح على كل المجتمعات، ويحقق الوصول إلى المعلومات والبيانات الرقمية  لكل الجهات المستفيدة بالجامعة والمجتمع المحلي  والعالم،  مما يخدم  وبشكل مباشر عملية التعليم والبحث العلمي، حيث يوفرالمستودع الرقمي على أوراق العمل والتقارير الفنية واوراق  المؤتمرات والمقالات العلمية والكتب والدراسات والأطروحات والرسائل العلمية والمشاريع ومجموعات البيانات.
الجوائز البحثية
جائزة الجامعة العربية الأمريكية للتميز في البحث العلمي
تم استحداث هذه الجائزة للمرة الأولى، في العام الأكاديمي 2016\2017 بهدف تشجيع البحث العلمي وتنشيطه من قبل الباحثين في الجامعات الفلسطينية.
قيمة هذه الجائزة 12,000 دولار، وتمنح الجائزة لأصحاب الأبحاث العلمية الفائزة في أحد المجالات التالية: العلوم الطبيعية والهندسية والتكنولوجية، العلوم الطبية والصحية، العلوم الاجتماعية والإنسانية.
جائزة أفضل بحث منشور في مجلة الجامعة العربية الأمريكية للبحوث
جائزة سنوية لأفضل بحث علمي يتم نشره في مجلة الجامعة العربية الأمريكية للبحوث وتبلغ قيمتها 15,000 دولار.
جائزة المهندس زهير حجاوي للبحث العلمي
تستهدف هذه الجائزة الطلبة المبدعين في الجامعات الفلسطينية، وقيمة هذه الجائزة 10,000 دولار، توزع سنوياً لأصحاب الأبحاث العلمية الفائزة في أحد المجالات التالية: تكنولوجيا المعلومات، الهندسة، علوم البيئة والمياه والطاقة المتجددة والعلوم الأساسية.

## مراكز الجامعة
تضم الجامعة العديد من المراكز ومنها: مركز تميز التغيير المناخي وتكنولوجيا البيئة، ومركز طب الأسنان في الحرم الرئيسي، ومركز العلاج الطبيعي والمائي، ومركز تأهيل الأطفال ذوي الاحتياجات الخاصة، ومركز إنعاش القلب، ومختبر المحاكاة، والمركز الطبي في حرم الجامعة - رام الله، ومركز السياسات ودراسات حل الصراعات (PCRSC)، ومركز اللغات، ومركز التعليم المستمر ومركز حسيب الصّباغ للتميّز بتكنولوجيا المعلومات.

## المنشآت والمرافق الرياضية

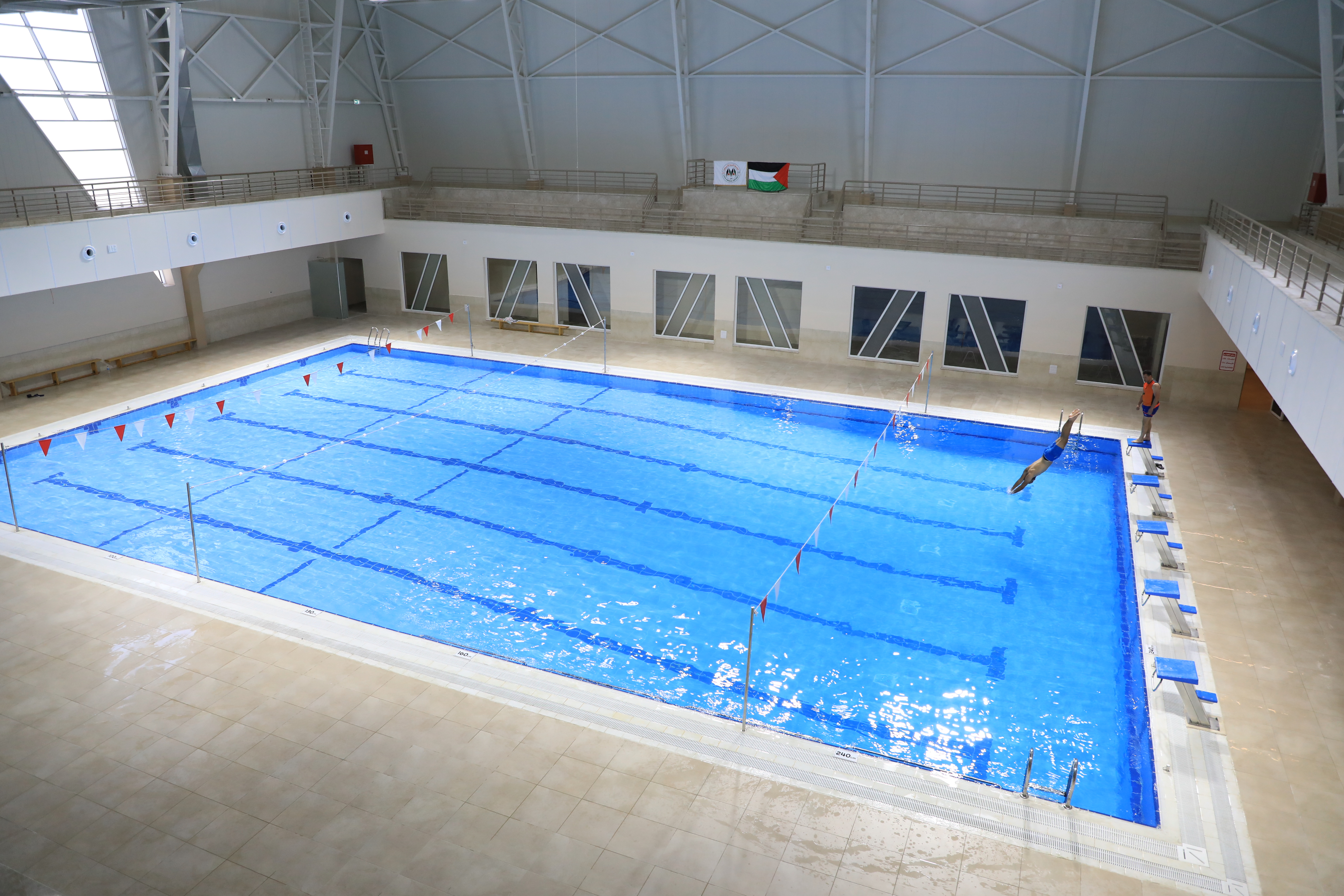
المسبح المغلق النصف أولمبي
تم الإنتهاء من إنشاء مسبح نصف أولمبيي يخدم مساقات السباحة في تخصص علوم الرياضة كما يخدم المجتمع المحلي والموظفين.
استاد الجامعة العربية الأمريكية الدولي

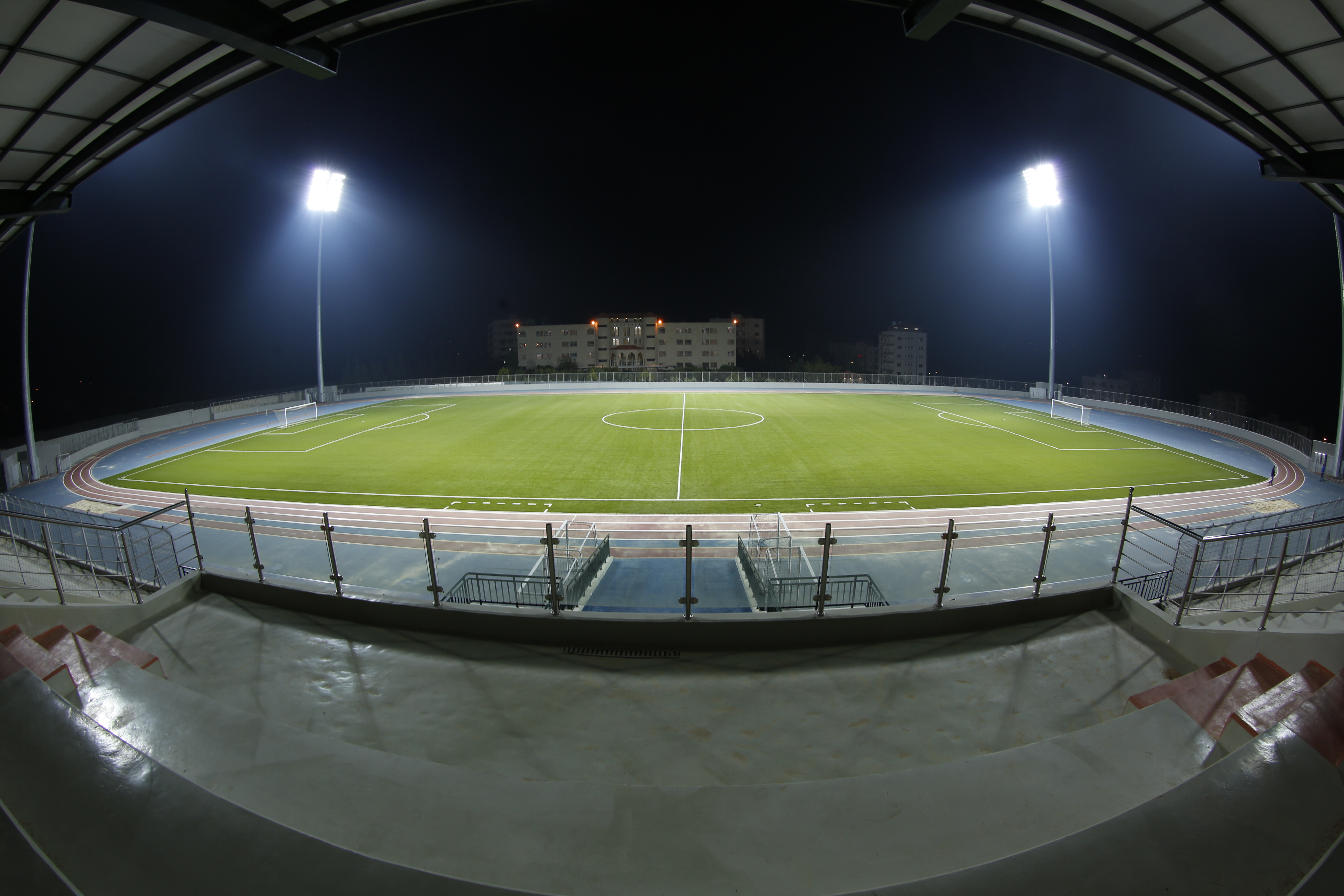
استاد الجامعة العربية الامريكية الدولي

يحقق الملعب مواصفات الفيفا الدولية، ويعد ملعباً بيتياً لمنتخب فلسطين. تم استخدامه في عدد من المباريات الدولية.

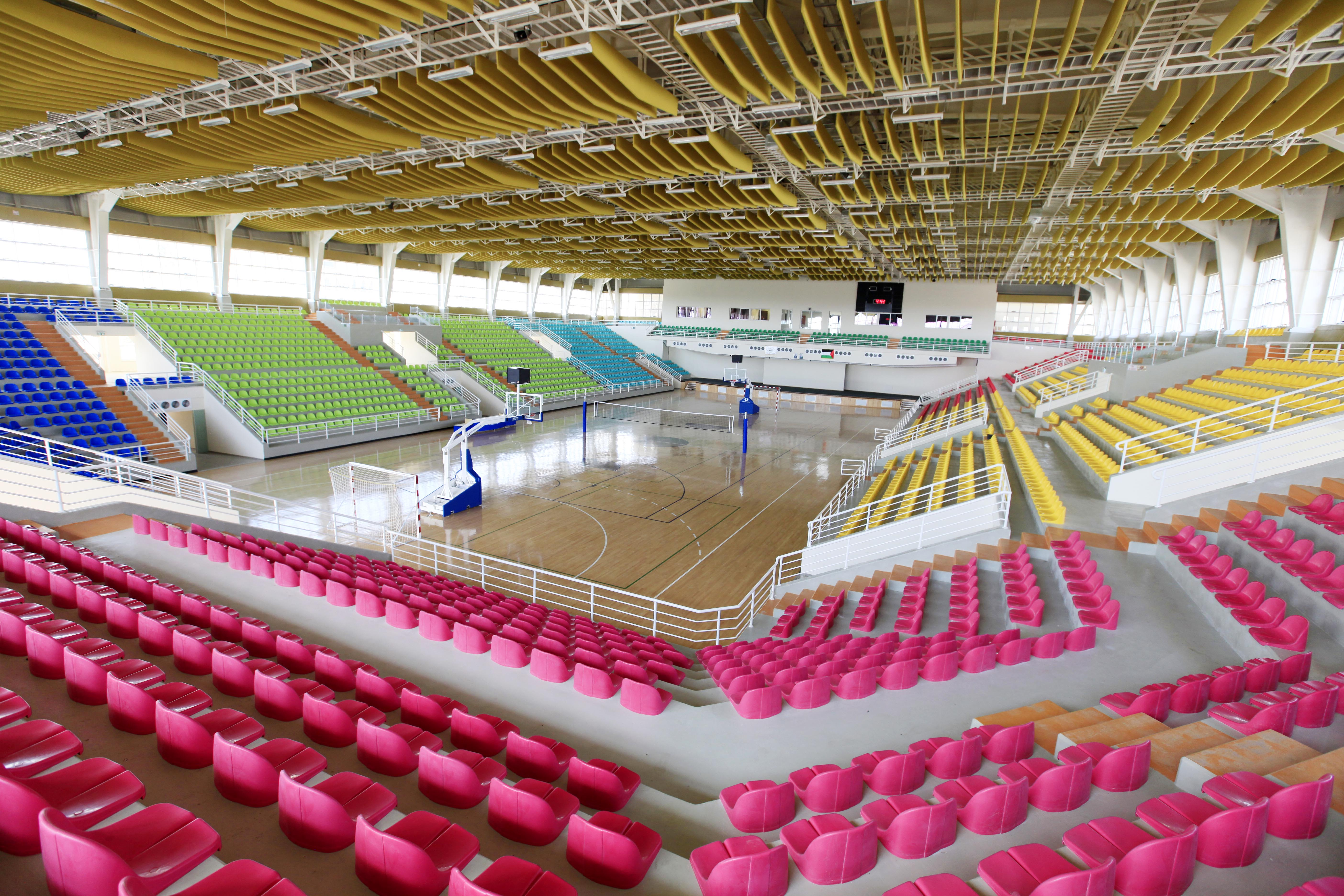
الصالة الرياضية المغلقة متعددة الأغراض

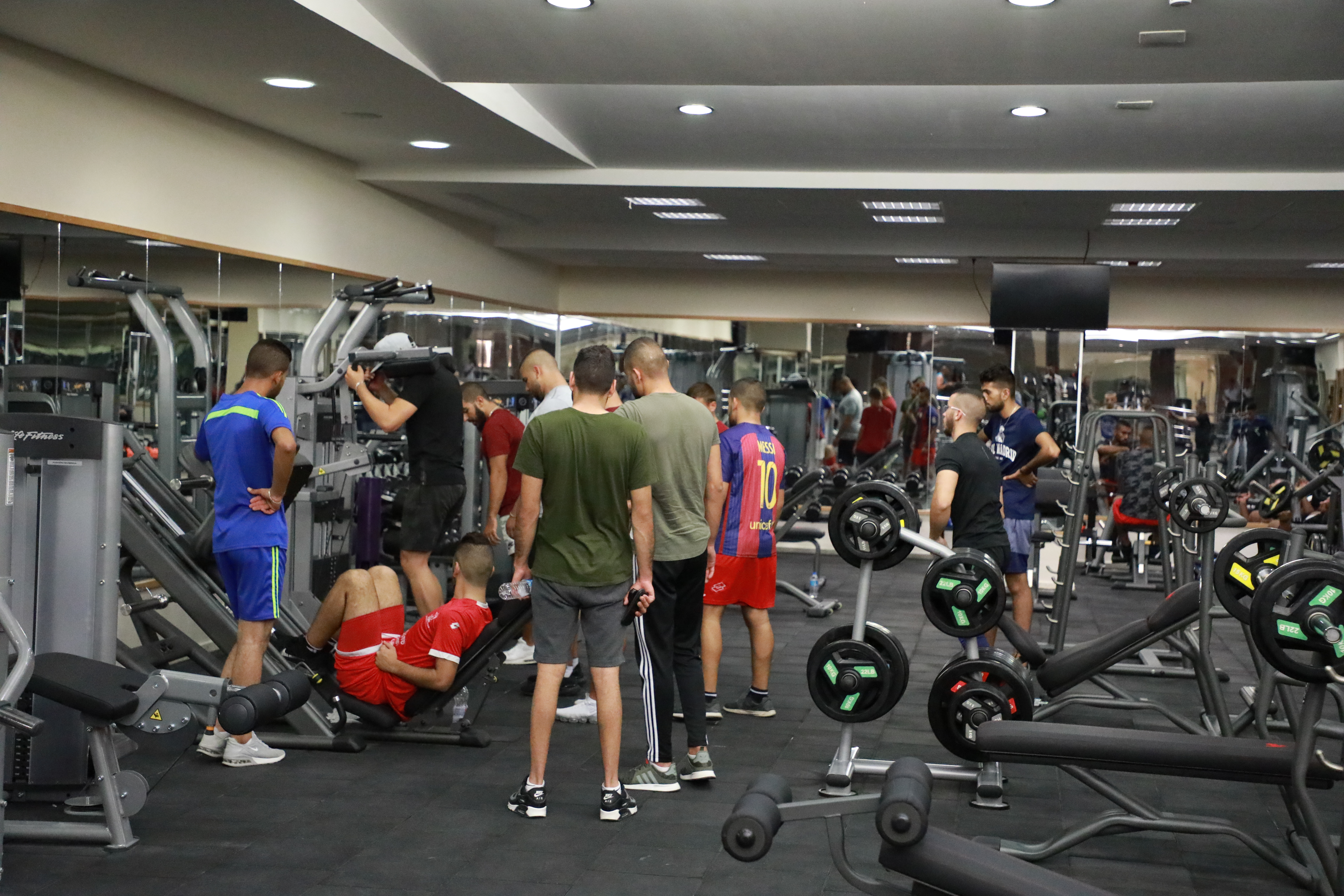
مركز اللياقة البدنية

صالة رياضيه متعددة الأغراض، تحقق المواصفات الدولية من حيث الإنارة والتهوية وعزل الأصوات والتكييف وغيرها. وهي الصالة الأضخم على مستوى الوطن. وتتسع لما يقارب (5,000) شخص. وتضم القاعة ملاعب كرة قدم خماسي، كرة اليد، الكرة الطائرة، تنس الطاولة وكرة السلة، بالإضافة إلى قاعات للجودو، ألعاب جمباز، واللياقة البدنية والاسكواش.

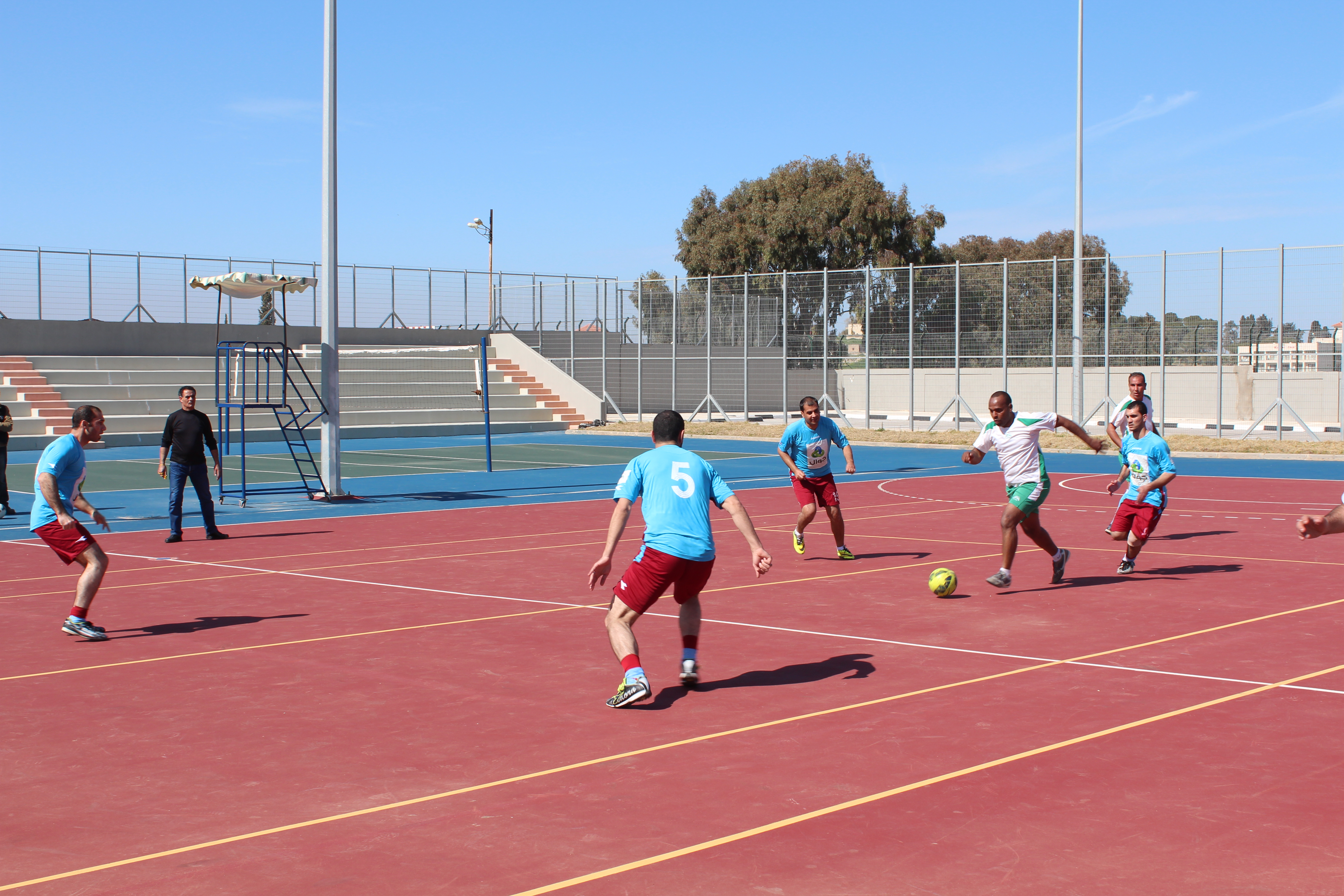
الملاعب الخارجية
تضم الملاعب الخارجية: كرة القدم الخماسية، وكرة السلة، وكرة اليد، والتنس الأرضي وكرة الطائرة. ويتوفر فيها كذلك مدرج يتسع ل (2,500) شخص حسب المواصفات الدولية.

## إذاعة الجامعة
تأسست إذاعة الجامعة عام 2018، وهي تتناول قضايا المجتمع المحلي بشكل عام.

## رؤساء الجامعة
تولى رئاسة الجامعة:
- وليد ديب (1\9\2000 - 31\3\2005).
- منذر صلاح (1\4\2005 - 31\3\2007).
- عدلي صالح (1\4\2007 - 31\8\2012).
- محمود أبو مويس (11\9\2012 - 31\8\2015).
- علي زيدان أبو زهري (2015 –)

## وصلات خارجية
- الموقع الإلكتروني الرسمي